# 1078
1078 (MLXXVIII) var ett normalår som började en måndag i den julianska kalendern.

## Händelser

### Okänt datum
- Byggandet av en romansk kyrka i Santiago de Compostela i Spanien påbörjas.
- Anselm av Canterbury bli abbot i Le Bec.
- Vilhelm Erövraren låter bygga huvudbyggnaden, White Tower, i Towern i London.
- Eudes I blir burgundisk regent.

## Födda
- Alexander I, kung av Skottland 1107-1124.
- Constance av Frankrike, grevinna av Champagne och furstinna av Antiochia.
- Clementia av Burgund, flamländsk regent.

## Avlidna
- 3 oktober – Iziaslav I av Kiev, storfurste av Kiev.
- Michael Psellos d.y., bysantinsk statsman, filosof, vetenskapsman och historieskrivare.